# Municipio de Jantetelco
El municipio de Jantetelco es un municipio del estado mexicano de Morelos, tiene un abundante repertorio cultural gracias a sus artesanías y centros de recreación deportivos.

## Medio físico

### Localización
El municipio se ubica geográficamente entre los paralelos 18' 42' 30" latitud norte y los 98 '46' 12" longitud oeste del meridiano de Greenwich, a una altitud de 1,160 metros sobre el nivel del mar.

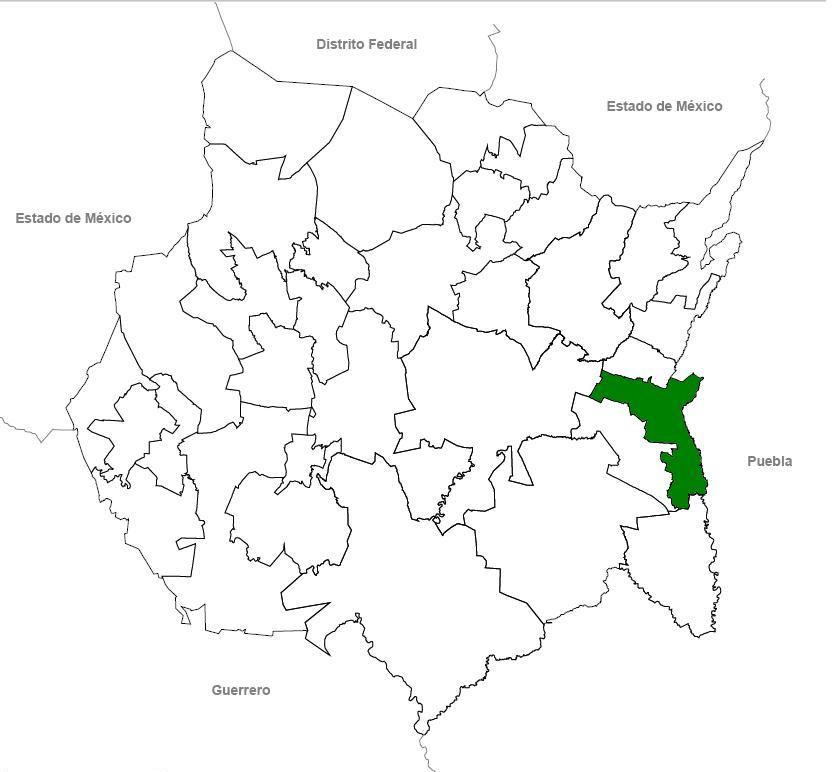
Ubicación de Jantetelco en el estado de Morelos

### Extensión
Tiene una superficie total de 80.82 km², cifra que representa el 1.63% del total del estado. Está dividido políticamente en 10 localidades.

### Orografía
El municipio se encuentra ubicado entre lomeríos y barrancas de arrastres sedimentarios; en la parte central destacan los cerros de Jantetelco que alcanza una altura de 1,878 metros y el de Chalcatzingo con 1,570 metros; el resto del territorio está formado por planos sedimentarios.

### Hidrografía
Este municipio es atravesado por algunos ríos como el Amatzinac, Tenango, Los Santos y Tepalcingo. Los arroyos que corren por las barrancas de en medio y la del Zacate, por los cerros gordo y el colorado que son caudalosos. También existen 10 bordos en el municipio.

### Clima
Semiseco y semicaliente con invierno poco definido, con sequía al final del otoño, durante el invierno y principio de primavera tiene una precipitación pluvial de 988 milímetros al año.

## Población
De acuerdo a los resultados que presentó el II Conteo de Población y Vivienda en el 2005,  el municipio cuenta con un total de 13,811 habitantes. 

### Localidades
En el censo de 2020 el municipio de Jantetelco contaba con 42 localidades.
| Código INEGI      | Localidad         | Población (2020) |
| ----------------- | ----------------- | ---------------- |
| 170100002         | Amayuca           | 5 854            |
| 170100001         | Jantetelco        | 5 050            |
| 170100003         | Chalcatzingo      | 2 812            |
| 170100006         | Tenango           | 1 945            |
| Otras localidades | Otras localidades | 2 741            |
| Total municipal   | Total municipal   | 18 402           |

### Grupos étnicos
La presencia indígena en el municipio asciende a 157 personas hablantes, esto representa un 1.33% de la población total. Sus dos principales lenguas en orden de importancia son la Náhuatl y Zapoteco respectivamente. 
De acuerdo a los resultados que presentó el II Conteo de Población y Vivienda en el 2005, en el municipio habitan un total de 81 personas que hablan alguna lengua indígena.

### Religión
Predomina la religión católica con 9,982 personas de 5 años y más que la profesan, mientras que personas del mismo rango de edades son población que pertenece a otro tipo de creencias religiosas como la Evangélica con 675, judaica con 56 y con 1,057 testigos de Jehová, pentecostés, israelita y mormones.

## Fiestas y tradiciones

### Fiestas
El 29 de junio, hay una fiesta en honor al santo patrono San Pedro Apóstol, con feria, el 13 de diciembre, fiesta cívica en honor al levantamiento en armas del cura Mariano Matamoros; y el domingo anterior a la festividad de los fieles difuntos se realiza el tianguis más importante del año.

### Artesanía
Aquí se producen diferentes tipos de macetas de barro, así como otros artículos del mismo material. Destaca además la elaboración de cuexcomates de barro en miniatura. Este lugar se tiene el cerro de la cantera, desde donde se domina la llanura que se extiende 300 m abajo. Al pie del cerro se encuentran vestigios de la cultura olmeca o de alguna cultura influida por ella (1000 a. C.).
Desde la cumbre del cerro se admira un paisaje de la llanura de Morelos dominada por el Popocatépetl.

## Vías de comunicación
El municipio cuenta con la siguiente infraestructura de comunicaciones: 
- Carretera Federal Panamericana de Cuautla - Izúcar de Matamoros.

- Carretera Estatal, Axochiapan - Temoac.

- Carretera Estatal, Amayuca - Jantetelco.

## Deportes
En cuanto a instalaciones y centros deportivos o de recreación existen: 
- 7 campos deportivos.
- 4 canchas de usos múltiples.
- 3 canchas de básquetbol.